# Folsomia regularis
Folsomia regularis är en urinsektsart som beskrevs av Hammer 1953. Folsomia regularis ingår i släktet Folsomia och familjen Isotomidae. Inga underarter finns listade i Catalogue of Life.